# Eugenio MacPolin
Eugenio Mac Polin auch Owen MacPolin (koreanisch: 임 오엔; * 1889; † 1963) war ein US-amerikanischer Geistlicher und Apostolischer Präfekt in Korea.
Mac Polin wurde 1913 zum Priester für die Missionsgesellschaft von St. Columban geweiht. Pius XI. ernannte ihn am 13. April 1937 zum ersten Apostolischen Präfekten von Kwoszu in Korea. Am 7. Dezember 1941 gab er sein Amt auf und am 16. September 1945 wurde er wieder eingesetzt. Dazwischen war Thomas Asagoro Wakida Apostolischer Administrator der Präfektur. Am 2. November 1949 trat er endgültig zurück.